# Тел Брак
Тел Брак или древен Нагар е археологически резерват – могила в сирийската провинция на Ал Хасака (Al-Hasaka) по горното течение на Хабур. Височината на могилата (тел – тепе) е с височина около 40 м, дължина около 1 км, и заема площ около 130 декара.